# Gomphoscopa catoryctopsis
Gomphoscopa catoryctopsis är en fjärilsart som beskrevs av Oswald Beltram Lower 1893. Gomphoscopa catoryctopsis ingår i släktet Gomphoscopa och familjen plattmalar. Inga underarter finns listade i Catalogue of Life.